# 綾川五郎次 (横綱)
綾川 五郎次（あやがわ（あやかわ） ごろうじ、1703年（元禄16年） - 1765年3月14日（明和2年1月23日））は、下野国（現：栃木県）出身と考えられている大相撲力士であり、第2代横綱とされている。

## 概要
下野国（現：栃木県）出身で、横綱力士碑には「享保2年（1717年）に大関になった」と書かれているが、確証は無い。実際には、それより後の寛保年間（1741年－1744年）に活躍したようで、寛保3年（1743年）5月に大坂・堀江で行われた興行では「東小結」、京都・二条河原で行われた興行では「西関脇」で出場したと記録されている。二条河原での興行では当時最強・無敵を誇った阿蘇ヶ嶽桐右衛門を破ったことで、周囲から「綾川さま、綾川さま」と褒め称えられたという。綾川は江戸相撲の力士だが、珍しく京都相撲・大坂相撲でも人気があったという。
小結、関脇では上記のように出場したという記録があるが、綾川は「大関として出場した」という記録が残されていない。それでも綾川が歴代横綱に加えられているのは、寛政元年（1789年）に谷風梶之助 (2代)・小野川喜三郎に対して吉田司家が横綱免許を授与する際に、寺社奉行へ提出した書類に「過去に綾川、丸山と申す者に（横綱）免許を与えたが、記録は火災で失われた」と記載されていることが根拠である。
2020年現在で日本相撲協会が公認している横綱は明石志賀之助に次いで2代目とされているが、明石とともに「伝説上の横綱」と考えるのが一般的である。実在すら疑われる初代・明石志賀之助から第3代・丸山権太左衛門を歴代横綱へ加えた場合、綾川に対しては多くの疑問が残る。このため、「丸山を2代目、綾川を3代目」とする説もあるが、この説では丸山の生年が正徳3年（1713年）であることが判明しているため、綾川が大関に昇進したとされる1717年の時点での丸山は、まだ数え年5歳である。年齢的な見解から綾川を2代目であるとする説が濃厚である。